# Hold Onto Our Love
Chansons représentant le Royaume-Uni au Concours Eurovision de la chanson
Cry Baby
(2003) Touch My Fire
(2005)
Hold Onto Our Love est la chanson représentant le Royaume-Uni au Concours Eurovision de la chanson 2004. Elle est interprétée par James Fox.
Malgré la 26e position du Royaume-Uni au Concours 2003, la chanson est directement en finale, car le Royaume-Uni est l'un des contributeurs importants du concours.
La chanson est la vingtième de la soirée, suivant Love Song interprétée par Blue Café pour la Pologne et précédant Stronger Every Minute interprétée par Lisa Andreas pour Chypre.
À la fin des votes, la chanson obtient 29 points et finit seizième sur vingt-quatre participants.

## Source de la traduction
- (en) Cet article est partiellement ou en totalité issu de l’article de Wikipédia en anglais intitulé « Hold Onto Our Love » (voir la liste des auteurs).